# Pachomius sextus
Pachomius sextus là một loài nhện trong họ Salticidae.
Loài này thuộc chi Pachomius. Pachomius sextus được María Elena Galiano miêu tả năm 1994.